# Carnisme
Carnisme (Engels: carnism) is een concept dat wordt gebruikt in discussies over de relatie van de mensheid met andere dieren. Het is gedefinieerd als de heersende ideologie waarin mensen het gebruik en de consumptie van dierlijke producten ondersteunen, met name vlees van bepaalde dieren. Het dominant geloofssysteem wordt ondersteund door een verscheidenheid aan afweermechanismen en meestal onbetwiste veronderstellingen. In essentie is carnisme het tegengestelde van veganisme.
De term 'carnisme' is in 2001 bedacht door sociaal psycholoog en auteur Melanie Joy en gepopulariseerd door haar boek Why We Love Dogs, Eat Pigs, and Wear Cows, in het Nederlands Waarom we van honden houden, varkens eten en koe dragen.
Centraal in de ideologie staat de acceptatie van het eten van vlees als "natuurlijk", "normaal", "noodzakelijk" en (soms) "nice", bekend als de "Vier N's". Een belangrijk kenmerk van carnisme is de classificatie van alleen bepaalde diersoorten als voedsel, en de acceptatie van praktijken jegens die dieren die zouden worden afgewezen als onaanvaardbare dierenmishandeling indien toegepast op andere soorten. Deze classificatie is cultureel bepaald.

## Historie
De literatuurwetenschapper Renan Larue analyseerde de geschiedenis van het vegetarisme en het verzet ertegen, van het oude Griekenland tot nu, en vond bepaalde overeenkomsten in wat hij beschreef als carnistische argumenten. Volgens hem waren carnisten doorgaans van mening dat vegetarisme een belachelijk idee is dat geen aandacht verdient. Dat de mensheid door goddelijke autoriteit met heerschappij over dieren is bekleed en dat het onthouden van geweld tegen dieren een bedreiging voor de mens zou vormen. Hij ontdekte dat de opvattingen dat landbouwhuisdieren niet lijden en dat slachten te verkiezen is boven dood door ziekte of predatie, in de negentiende eeuw aan populariteit won, maar dat de eerste een precedent had in de geschriften van de Griekse filosoof Porphyrius, een vegetariër die pleitte voor de humane productie van dierlijke producten waarvoor geen dieren hoeven te worden geslacht, zoals wol.
In de jaren zeventig werden traditionele opvattingen over de morele status van dieren aangevochten door voorstanders van dierenrechten, waaronder psycholoog Richard D. Ryder, die in 1971 het begrip speciësisme introduceerde. Dit wordt gedefinieerd als het toekennen van waarde en rechten aan individuen uitsluitend op basis van de soort. In 2001 bedacht psycholoog en dierenrechtenadvocaat Melanie Joy de term 'carnisme' voor een vorm van speciësisme die volgens haar de basis vormt voor het gebruik van dieren voor voedsel, en in het bijzonder het doden van dieren voor vlees. Joy vergelijkt carnisme met het patriarchaat, met het argument dat beide dominante normatieve ideologieën zijn die niet worden herkend vanwege hun alomtegenwoordigheid.
Sandra Mahlke stelt dat carnisme de "centrale crux van speciësisme" is, omdat het eten van vlees een ideologische rechtvaardiging vormt voor andere vormen van uitbuiting van dieren. Gary Francione argumenteert hiertegen dat carnisme geen verborgen ideologie is, maar een bewuste keuze; volgens hem worden sommige dieren als voedsel beschouwd en andere als familie omdat mensen niet-mensen als eigendom beschouwen, en zij mogen dat eigendom naar eigen goeddunken waarderen.

## Kenmerken

### Eetbaar of oneetbaar

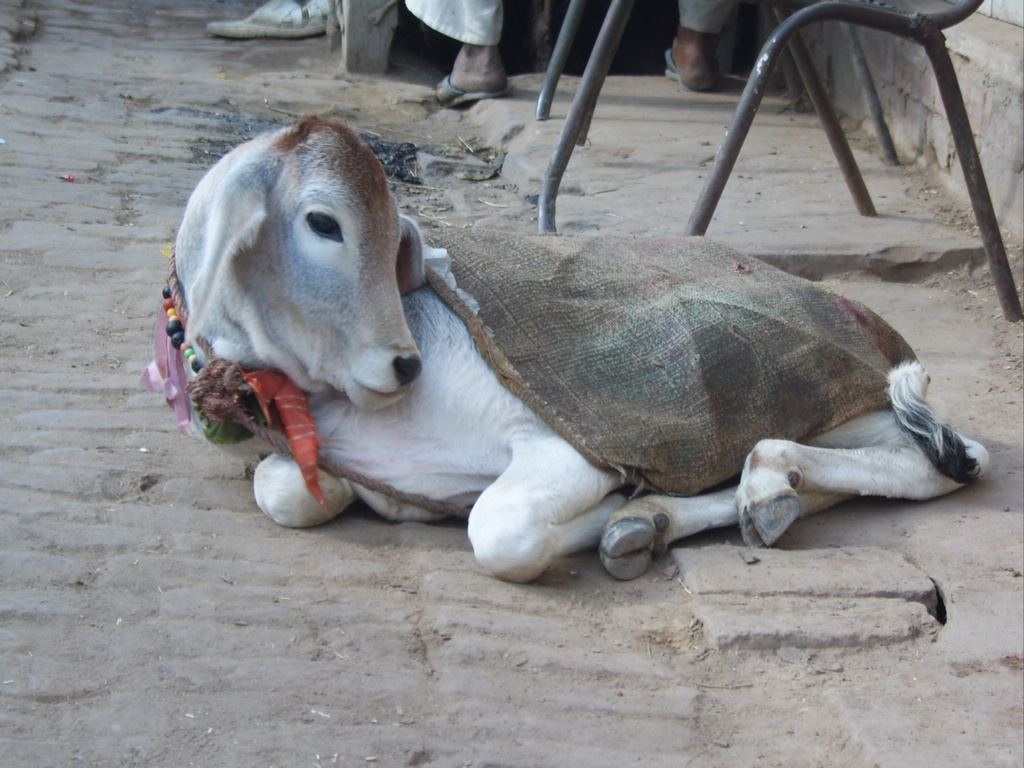
Een koe in een straat in Vrindavan. In sommige oosterse culturen zijn runderen heilig, terwijl ze in andere culturen worden gegeten.

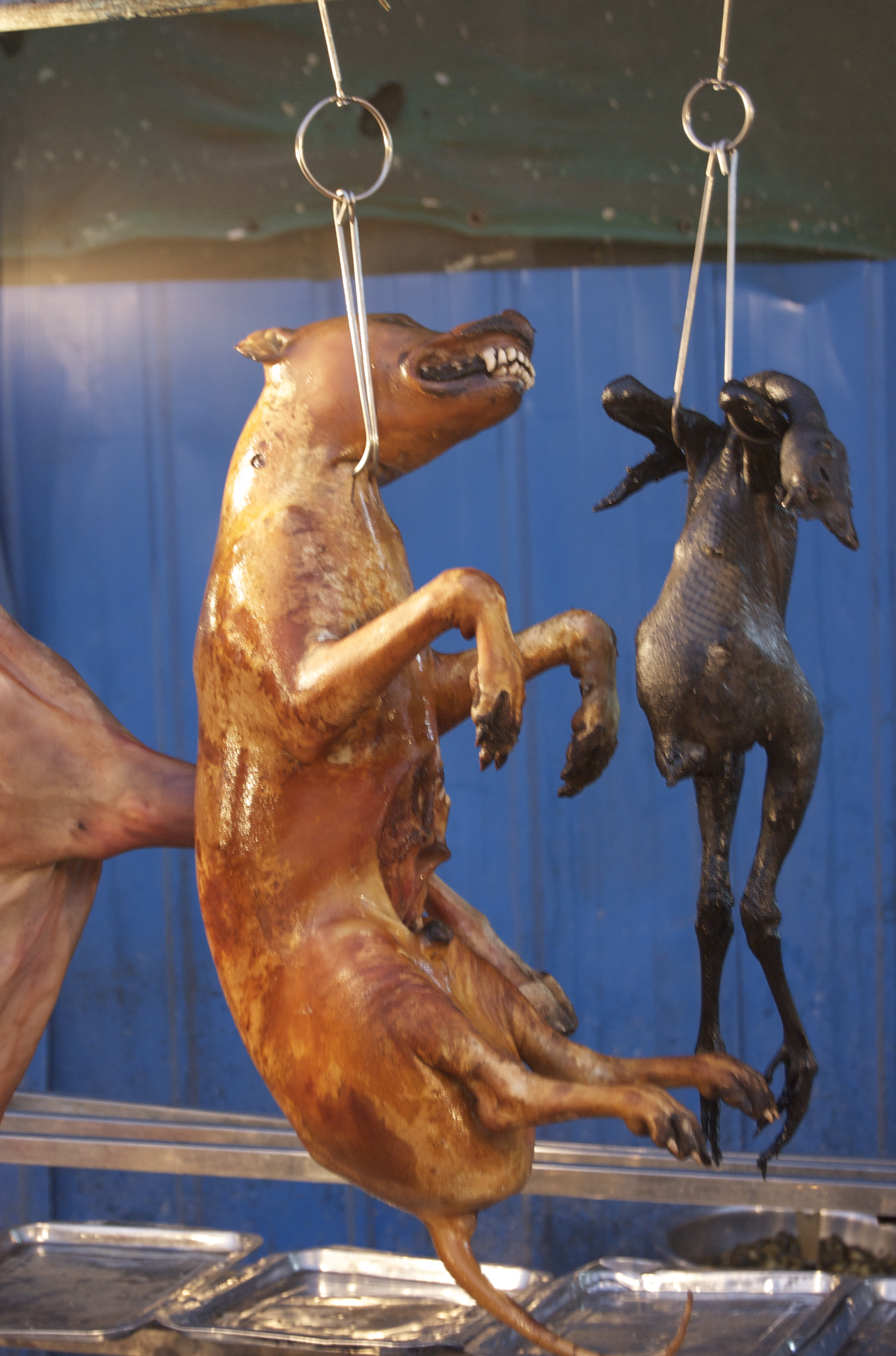
Gekookte hond en gevogelte in China. In sommige westerse culturen worden honden niet gegeten maar gevogelte wel. Terwijl in sommige oosterse culturen honden wel worden gegeten

Een centraal aspect van carnisme is dat dieren worden gecategoriseerd. Bijvoorbeeld als eetbaar, oneetbaar, huisdier, ongedierte, roofdier of amusementsdier. Dit zijn mentale classificaties van mensen en zijn bepaald door onze overtuigingen en verlangens. Er is culturele variabiliteit met betrekking tot welke dieren als voedsel tellen. Honden worden in China en Zuid-Korea gegeten, maar worden elders niet als voedsel gezien, ofwel omdat ze geliefd zijn of, zoals in het Midden-Oosten en delen van India, als onrein worden beschouwd. Koeien worden in het Westen gegeten, maar in een groot deel van India vereerd. Varkens worden door moslims en joden afgewezen, maar door andere groepen algemeen als eetbaar beschouwd. Joy en andere psychologen beweren dat deze taxonomieën bepalen hoe de dieren in hen worden behandeld, subjectieve percepties van hun gevoel en intelligentie beïnvloeden, en empathie en morele bezorgdheid voor hen verminderen of vergroten.

### De vleesparadox

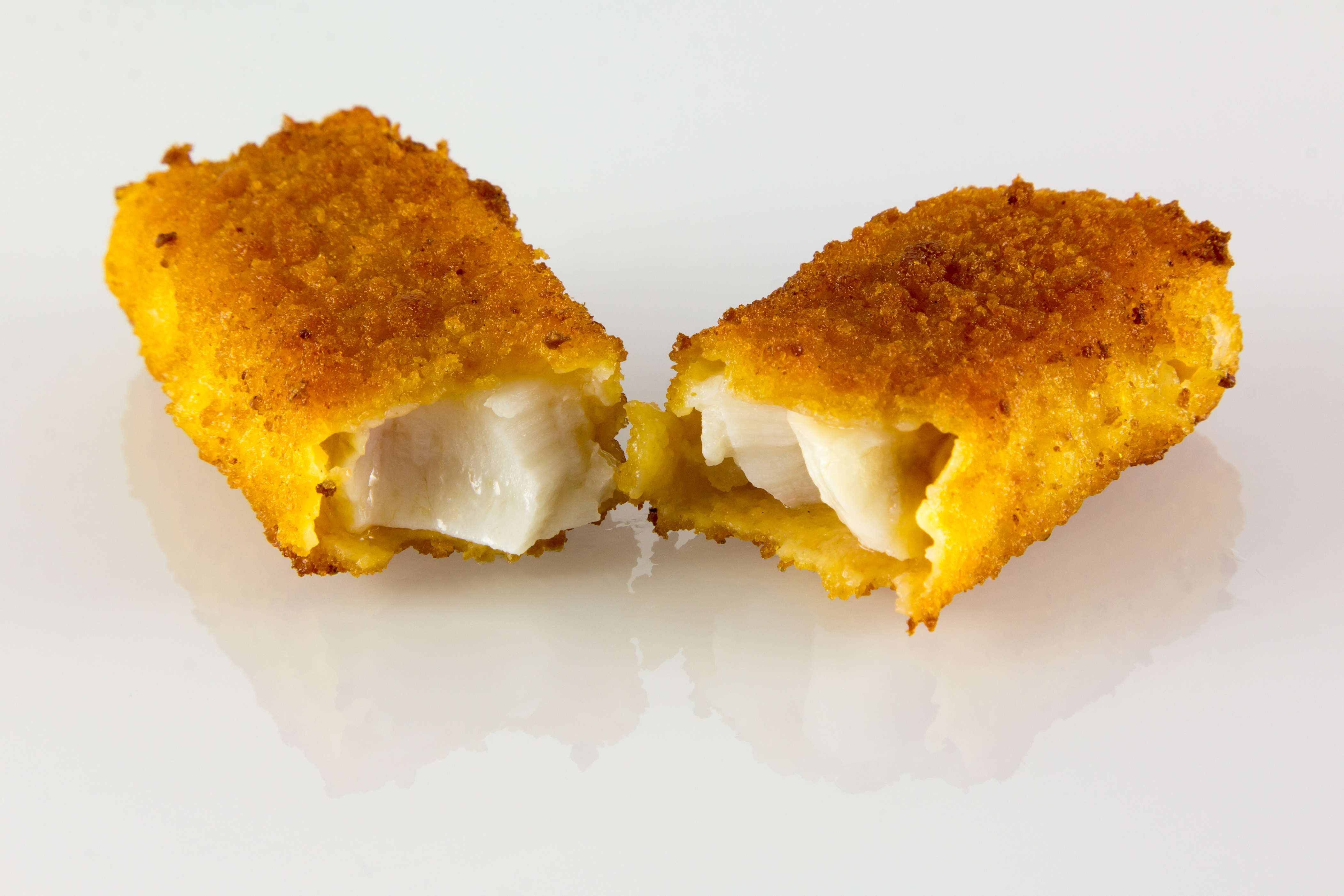
Visstick als voorbeeld van het onherkenbaar maken van de bron van het eten

Jeff Mannes schrijft dat carnisme geworteld is in een paradox tussen de waarden en acties van de meeste mensen: ze zijn tegen het schaden van dieren en eten ze toch op. Hij stelt dat dit conflict leidt tot cognitieve dissonantie, die mensen proberen te verzwakken door psychische verdoving. Het schijnbare conflict tussen de zorg voor dieren en het omarmen van diëten waarbij ze schade moeten oplopen, wordt de vleesparadox genoemd.
Er is experimenteel bewijs dat het idee ondersteunt dat de vleesparadox cognitieve dissonantie veroorzaakt bij westerlingen. Westerlingen zijn meer bereid om dieren te eten waarvan zij vinden dat ze minder mentale capaciteiten en morele status hebben, en omgekeerd, om minder mentale vermogens en morele status toe te kennen aan dieren die worden gegeten. Bovendien is de relatie oorzakelijk: de categorisering van dieren als voedsel of niet beïnvloedt de perceptie van mensen van hun mentale kenmerken, en het eten van vlees zelf zorgt ervoor dat mensen verminderde mentale capaciteit aan dieren toeschrijven.
Het vermijden van de herkomst van dierlijk producten is een andere strategie. Joy stelt dat dit de reden is waarom vlees zelden wordt geserveerd met de kop van het dier of andere intacte lichaamsdelen.

### De rechtvaardiging
Joy introduceerde het idee van de "Drie N's van Rechtvaardiging", schrijvend dat vleeseters vleesconsumptie als "normaal, natuurlijk en noodzakelijk" beschouwen. Ze stelt dat de "Drie N's" zijn ingeroepen om andere ideologieën te rechtvaardigen, waaronder slavernij en het ontzeggen van het stemrecht voor vrouwen, en dat ze pas algemeen als problematisch worden erkend nadat de ideologie die ze steunen, is ontmanteld.
Het argument houdt in dat mensen geconditioneerd zijn om te geloven dat mensen geëvolueerd zijn om vlees te eten, dat dit van hen wordt verwacht en dat ze het nodig hebben om te overleven of sterk te zijn. Deze overtuigingen zouden worden versterkt door verschillende instellingen, waaronder religie, familie en de media. Hoewel wetenschappers hebben aangetoond dat mensen voldoende eiwitten in hun voeding kunnen krijgen zonder vlees te eten, blijft de overtuiging bestaan dat vlees nodig is.
Voortbouwend op Joy's werk, voerden psychologen een reeks onderzoeken uit in de Verenigde Staten en Australië, gepubliceerd in 2015, waaruit bleek dat de grote meerderheid van de door vleeseters aangegeven rechtvaardigingen voor het consumeren van vlees gebaseerd waren op de "Four N's": "natuurlijk , normaal, noodzakelijk en nice". De argumenten waren dat mensen omnivoren zijn (natuurlijk), dat de meeste mensen vlees eten (normaal), dat vegetarische diëten geen voedingsstoffen bevatten (noodzakelijk), en dat vlees goed smaakt (nice). Vleeseters die deze argumenten sterker onderschreven rapporteerden minder schuldgevoelens over hun voedingsgewoonten. Ze hadden de neiging om dieren te objectiveren, hadden minder morele zorg voor hen en schreven minder bewustzijn aan hen toe. Ze waren ook meer voorstander van sociale ongelijkheid en hiërarchische ideologieën, en minder trots op hun consumentenkeuzes.

### Gered van de slacht - verhalen

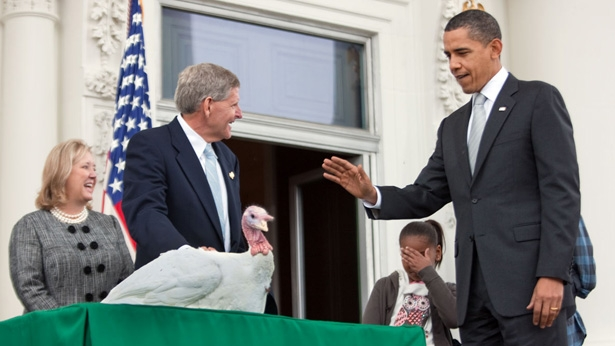
President Obama verleent gratie aan een kalkoen op Thanksgiving Day (2009), een voorbeeld van carnisme

Een illustratie van cognitieve dissonantievermindering is het belang dat wordt gehecht aan verhalen over het redden van dieren van de slacht, waarin het verhaal zich richt op één dier dat de slacht heeft ontlopen, terwijl de miljoenen worden genegeerd die dat niet hebben gedaan. Joy schreef dat deze tweedeling kenmerkend is voor carnisme. Dieren die centraal staan in deze verhalen zijn onder meer Wilbur in Charlotte's Web (2006) en Babe in de gelijknamige film. Als ander voorbeeld wordt de Amerikaanse National Thanksgiving Turkey Presentation genoemd. Uit een onderzoek uit 2012 bleek dat de meeste media die erover berichtten, de pluimveehouderij ondersteunden, terwijl ze het verband tussen levende dieren en vlees marginaliseerden.